# Castrol Rocket
Die Castrol Rocket ist ein speziell zur Erlangung des Motorrad-Geschwindigkeitsrekords gebautes Motorrad, mit dem durch Triumph erstmals seit Jahrzehnten sich wieder ein Werk anschickt, das schnellste Zweirad zu stellen. Entwickelt wurde das Fahrzeug von Castrol, Hot Rod Conspiracy (Radaufhängung), Carpenter Racing (Motortuning) und Triumph North America. Die ersten Fahrversuche 2013 auf den Bonneville Salt Flats wurden durch widrige Wetterverhältnisse beeinträchtigt. Fahrer war dabei Jason Di Salvo.

## Entwicklung und Erprobung
Bob Carpenter, selbst rennerfahren mit Drag Bikes der „Pro Stock Motorcycle“-Klasse, war verantwortlich für den Aufbau der Motoren, die aus der Triumph Rocket III stammen. Man verkürzte den Kolbenhub und verwendete Pleuelstangen aus Titan. Der Entwurf und Bau des Fahrzeugs insgesamt lag an Matt Markstaller, einem Maschinenbau-Ingenieur, der mit Bonneville seit den frühen 1980er Jahren vertraut ist. Der Zeitdruck war erheblich, sollte doch vom entscheidenden Gespräch bis zum ersten Rollen auf dem Salzsee nur ein Jahr vergehen. Da die Castrol Rocket mit einem relativ kurzen Anlauf auf fast 700 km/h kommen soll, wurde ein besonderes Augenmerk auf die Traktion gelegt. Tests zur Optimierung der Fahrstabilität wurden im Windkanal unternommen. Trotzdem erlebte Fahrer Di Salvo zuerst bei niedrigen Geschwindigkeiten das unter „fish dance“-Schwanken bekannte Phänomen und hatte Probleme, mit dem Motorrad einer geraden Linie zu folgen.
Tom Burkland, der mit einem Automobil auf dem Salzsee schon schneller als 400 mph fuhr, ist von der FIM als Technischer Inspekteur für Rekordmotorräder mit geschlossenem Cockpit bestimmt. Nach seinem Eindruck ist die Castrol Rocket eine gut gefertigte Maschine, er sah jedoch mögliche Probleme bei der Motorkühlung. Auch die Gasdrehgriffe riefen seine Verwunderung hervor, sie sind vom Fahrer Di Salvo aber durchaus erwünscht.
Das Projekt wird von den Beteiligten als für mehrere Jahre angelegt betrachtet. Um zum Ziel zu kommen, bedarf es einer optimalen Oberflächenbeschaffenheit der Piste und guten Wetterverhältnissen gleichzeitig. Nachdem auch 2014 starke Regenfälle einen von der FIM begleiteten Rekordversuch unmöglich machten, beabsichtigte das Team, im Jahr 2015 am selben Ort erneut anzutreten. Guy Martin war als neuer Fahrer bekanntgegeben worden, doch machten dessen beim Ulster Grand Prix bei einem Unfall erlittene Verletzungen es nötig, alle weiteren Aktionen auf 2016 zu verlegen.
Martin schaffte es 2016 tatsächlich auf eine mittlere Geschwindigkeit von 441 km/h zu kommen – die Maschine wurde damit zur schnellsten je gebauten Triumph –, doch beendete ein Unfall mit Schäden am nun Infor Rocket genannten Gefährt des Teams Einsatz vorerst.

## Technische Daten
| Big Red          | Big Red                                                                                           |
| ---------------- | ------------------------------------------------------------------------------------------------- |
| Motor            | 2 × Triumph-Rocket-III-Motor mit Turbolader                                                       |
| Bauart           | flüssigkeitsgekühlter Reihen-Dreizylinder-Viertakt-Ottomotor                                      |
| Ventilsteuerung  | DOHC-Ventilsteuerung, 2 × 12 Ventile                                                              |
| Hubraum          | 2 × 1485 cm³                                                                                      |
| Leistung         | 2 × ca. 1.000 PS (735,5 kW) bei 9000/min                                                          |
| Kraftübertragung | Kardanantrieb auf das Hinterrad                                                                   |
| Rahmen           | Monocoque aus Kohlenstoff-/Kevlar-faserverstärktem Kunststoff                                     |
| Maße (L × B × H) | 7772 × 609 × 914 mm                                                                               |
| Bremsen          | C/C Scheibenbremse hinten für niedrige Geschwindigkeiten, Bremsschirme für hohe Geschwindigkeiten |